# Schlausenbach
Schlausenbach ist ein Ortsteil der Ortsgemeinde Auw bei Prüm im Landkreis Bitburg-Prüm in Rheinland-Pfalz. 

## Geographische Lage
Schlausenbach liegt in der Westeifel am Nordwestrand der Schneifel. Es befindet sich 2,4 km südöstlich des Kernorts von Auw und 3 km (jeweils Luftlinie) nördlich vom Schwarzen Mann, zu dem die Landschaft von Schlausenbach aus betrachtet ansteigt. Durch das Dorf fließt mit dem namensgebenden Schlausenbach einer der obersten Zuflüsse der Auw.

## Geschichte
Das erste Mal erwähnt wurde der Ort im Jahr 1000.
Am 1. Januar 1971 wurden die bis dahin selbständige Gemeinde Schlausenbach mit seinerzeit 134 Einwohnern nach   
Auw bei Prüm eingemeindet.
Am 10. Juni 2003 wurde die Gemeinde Schlausenbach von einem Tornado erfasst und es entstand hoher Sachschaden. Betroffen waren rund 30 Gebäude. Durch den Tornado wurden zudem rund 40 ha Wald zerstört.

## Kultur und Sehenswürdigkeiten

### Kirche St. Eligius
Die katholische Filialkirche Sankt Eligius steht an der Hauptstraße. Es ist eine Saalkirche mit dreiseitigem Chorschluss aus dem Jahr 1658. Der Säulenaltar wurde 1713 von Caspar Helfen aus Prüm gefertigt.

### Backhaus mit Schmiede
Bekannt ist in Schlausenbach auch der Görreshof. Hierbei handelt es sich um ein ehemaliges Backhaus mit Schmiede aus der zweiten Hälfte des 18. Jahrhunderts. Sehenswert ist vor allem das unverputzte Bruchsteinmauerwerk.

### Sage um das Kettenkreuz
Südöstlich von Schlausenbach befindet sich das sogenannte Kettenkreuz direkt am Schneifelhöhenweg. Der Sage nach fiel hier ein Mädchen namens Kätt in der Nacht tot um, nachdem sie von verkleideten Jungen erschreckt worden war. Es handelt sich um ein aus Holz gefertigtes Kreuz einfacher Bauweise mit einem schmalen Dach.

Bildergalerie
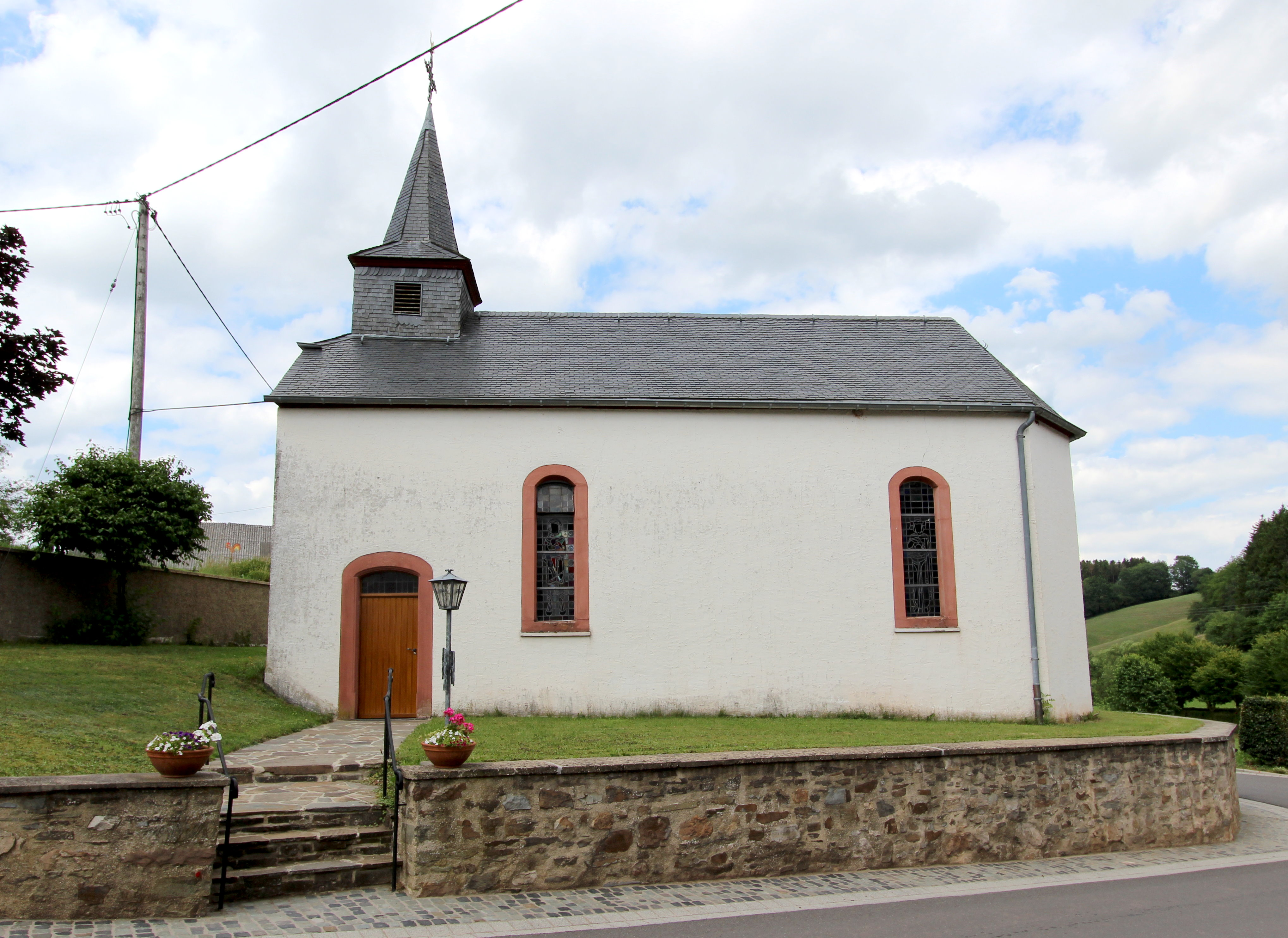
St. Eligius – Seite
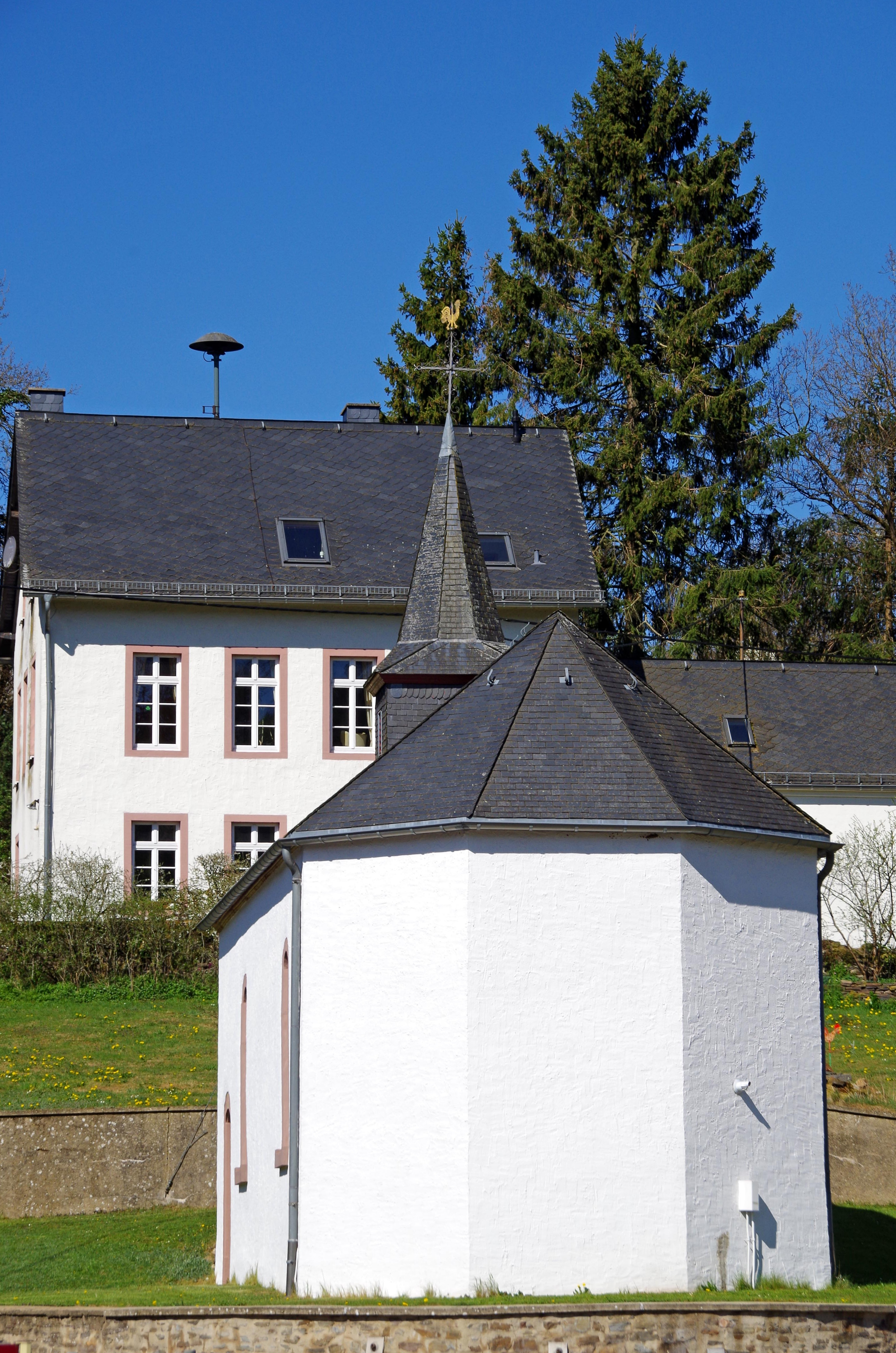
St. Eligius – Giebel
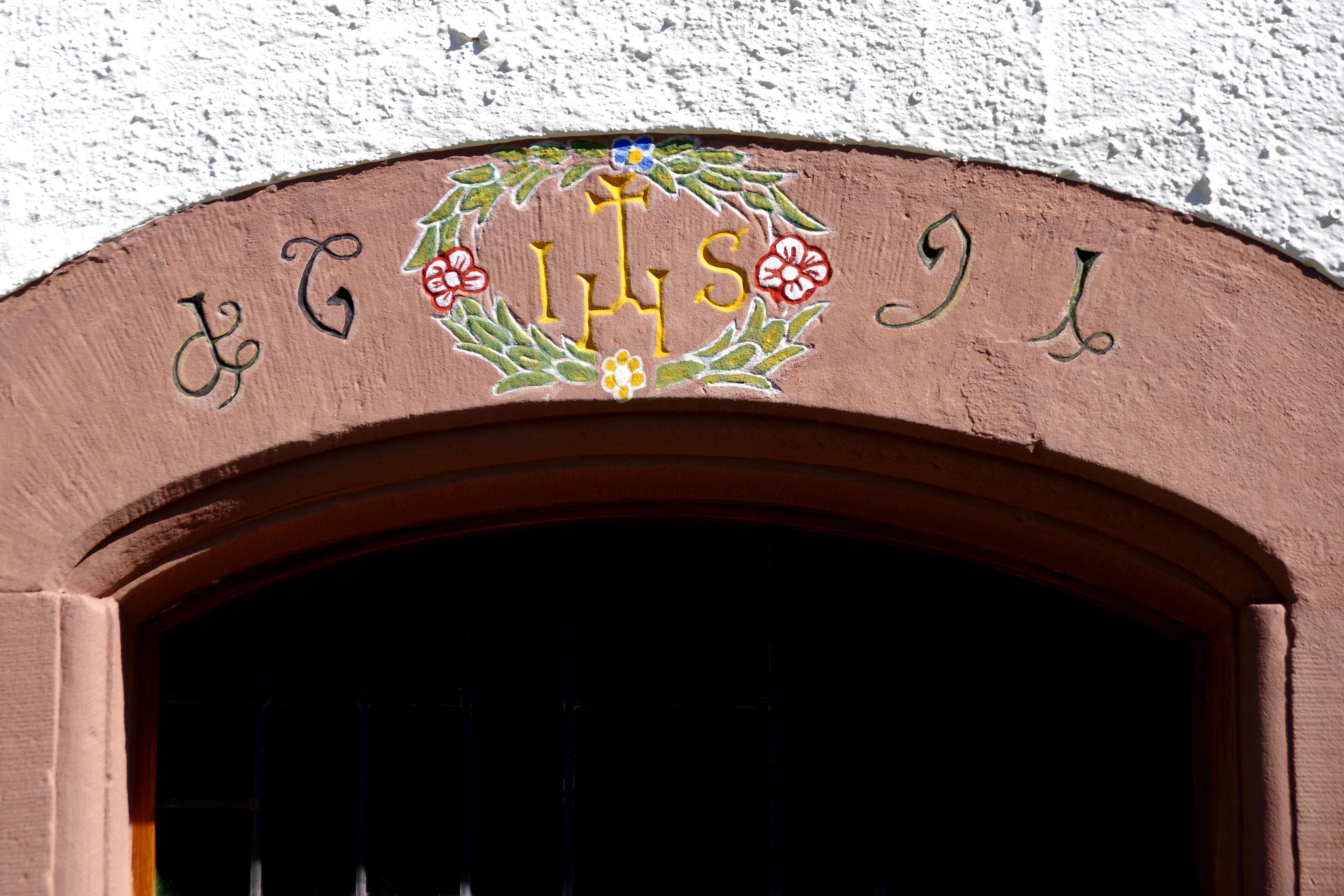
St. Eligius – Portal
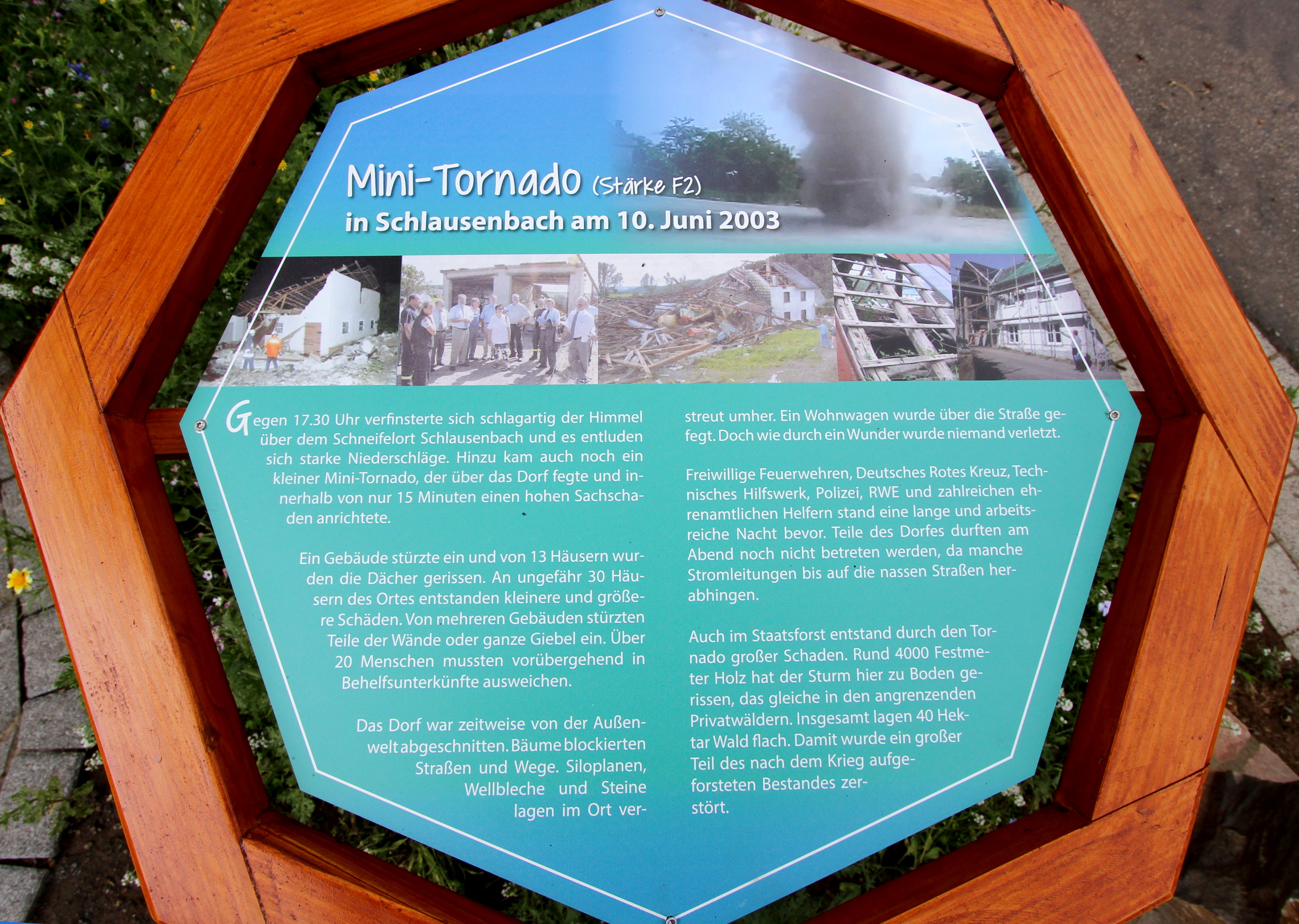
Infotafel Tornado

## Verkehr und Infrastruktur
Schlausenbach ist durch die Kreisstraße 158 an das Verkehrsnetz angebunden. Der Verkehrsverbund Region Trier stellt durch die Buslinie 417 die Verbindung zu den umliegenden Orten her. Neben einem Gasthaus gibt es in Schlausenbach mehrere Ferienwohnungen.

## Persönlichkeiten
- Isbalda Klein (1906–1944), Steyler Missionsschwester und Märtyrin